# Позняки (станція метро)
«Позняки́» — 36-та станція Київського метрополітену. Розташована на Сирецько-Печерській лінії між станціями «Осокорки» та «Харківська». Наземні виходи — на проспект Миколи Бажана. Відкрита 28 грудня 1994 року. Назва — від однойменного житлового масиву, що знаходиться поруч.

## Конструкція
Конструкція станції — колонна двопрогінна мілкого закладення, двоярусна з однією острівною прямою посадочною платформою.
Має асиметричну конструкцію. З боку I колії споруджено другий ярус галереї, що частково височіє над колією у вигляді балкона і частково прямує зі зовнішньої сторони стіни нижнього ярусу. У центрі залу є два сходових спуски з рівня галереї на платформу. Крайні сходи винесені всередину об'єму станції, тому станція має нестандартну довжину платформи: між сходами 100 м, по I колії (під галереєю) — 125 м, по II колії — 115 м.
Колійний розвиток: станція без колійного розвитку.

## Опис
Прольоти залу спираються на один ряд колон. Зал станції з двох боків з'єднаний сходами з підземними вестибюлями, які сполучені з підземними переходами під транспортною розв'язкою у місці перетину проспектів Миколи Бажана та Петра Григоренка. Вестибюлі сполучені між собою балконом над колією у бік станції «Харківська», з якого в центр посадкової платформи також ведуть сходи.
Станом на 2022 рік, разом зі станцією «Іподром», єдині асиметричні станції київського метро.
Конструктивно станція підготовлена до пересадки на перспективну Лівобережну лінію Київського метрополітену.
Станція має кілька конструктивних недоліків. По-перше, має погану гідроізоляцію, через що під час сильних дощів відбувається течія. По-друге, з іншою стороною проспекту Бажана поєднана лише одним підземним переходом біля західного входу, через що величезний пасажиропотік концентрується у цій частині станції. Будівництво східного підземного переходу суттєво покращило б сполучення зі станцією та розвантажило б західний вихід.

## Пасажиропотік
| Рік                           | 2009 | 2011 | 2012 | 2013 | 2014 | 2015 | 2016 | 2017 | 2018 |
| ----------------------------- | ---- | ---- | ---- | ---- | ---- | ---- | ---- | ---- | ---- |
| Пасажиропотік, тис. осіб/добу | 37,8 | 38,8 | 39,7 | 40,3 | 38,7 | 37,8 | 38,2 | 38,8 | 39,9 |

## Галерея

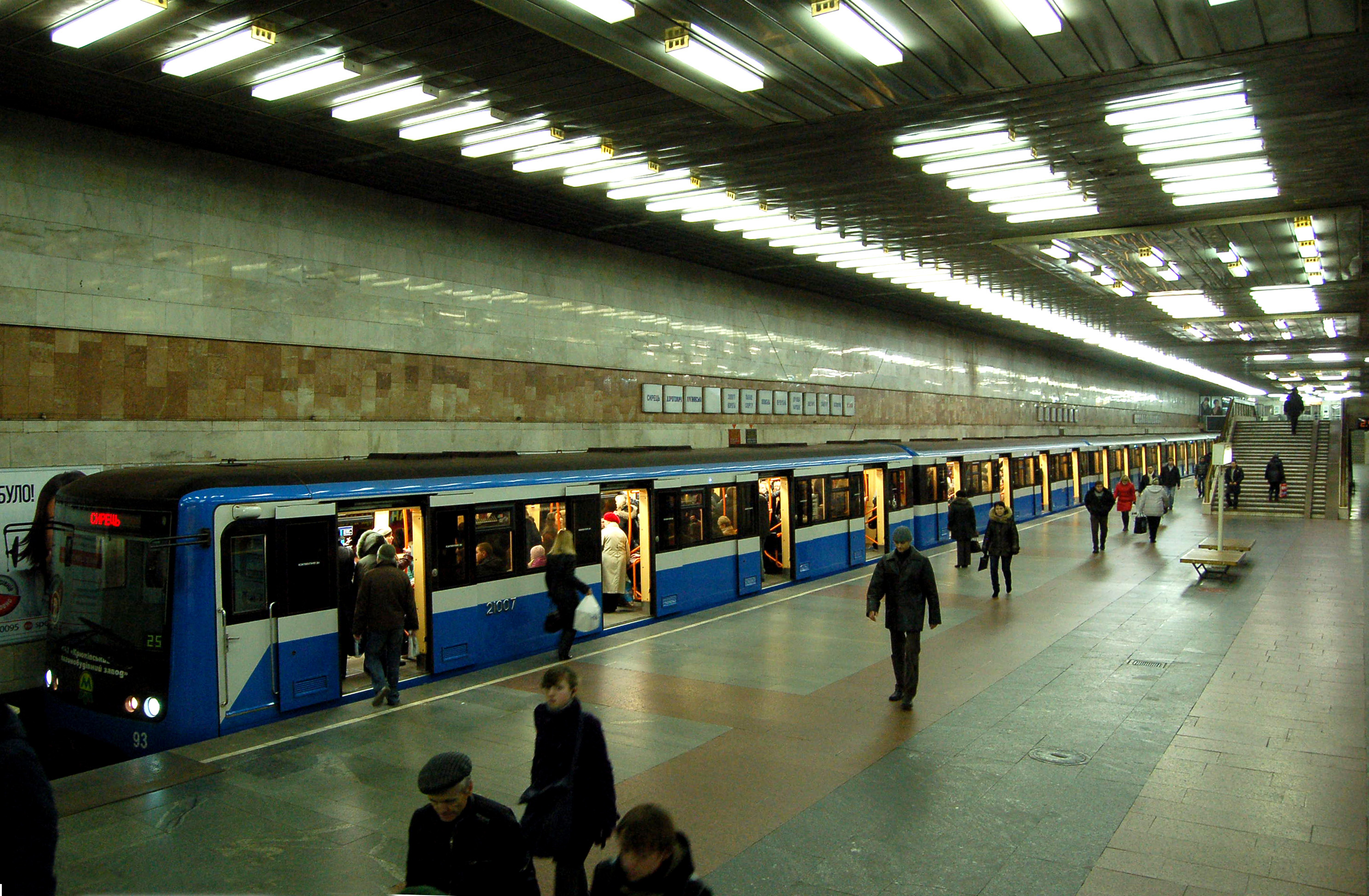
Крюківський потяг на станції
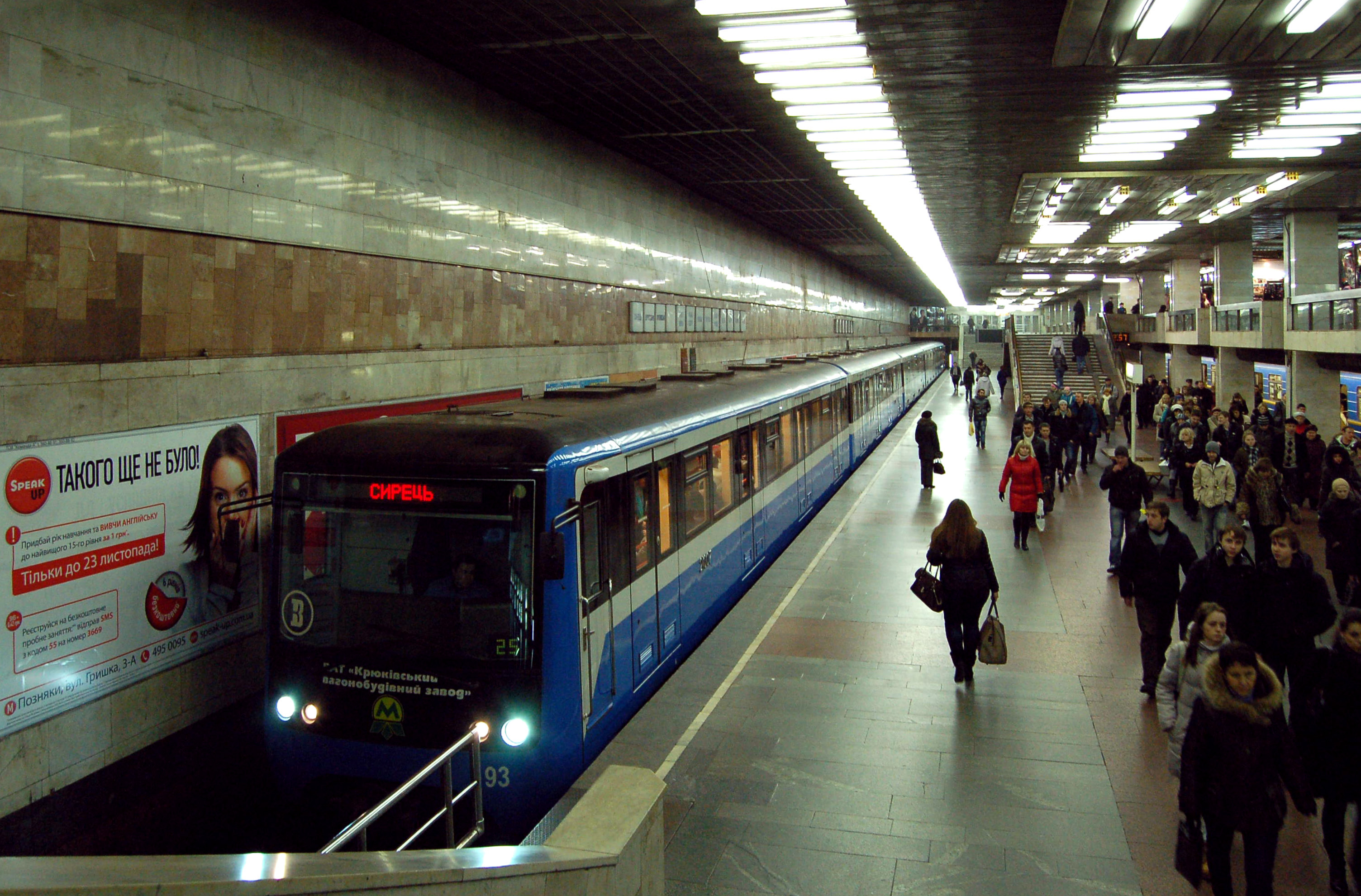
Платформа станції по 2-й колії
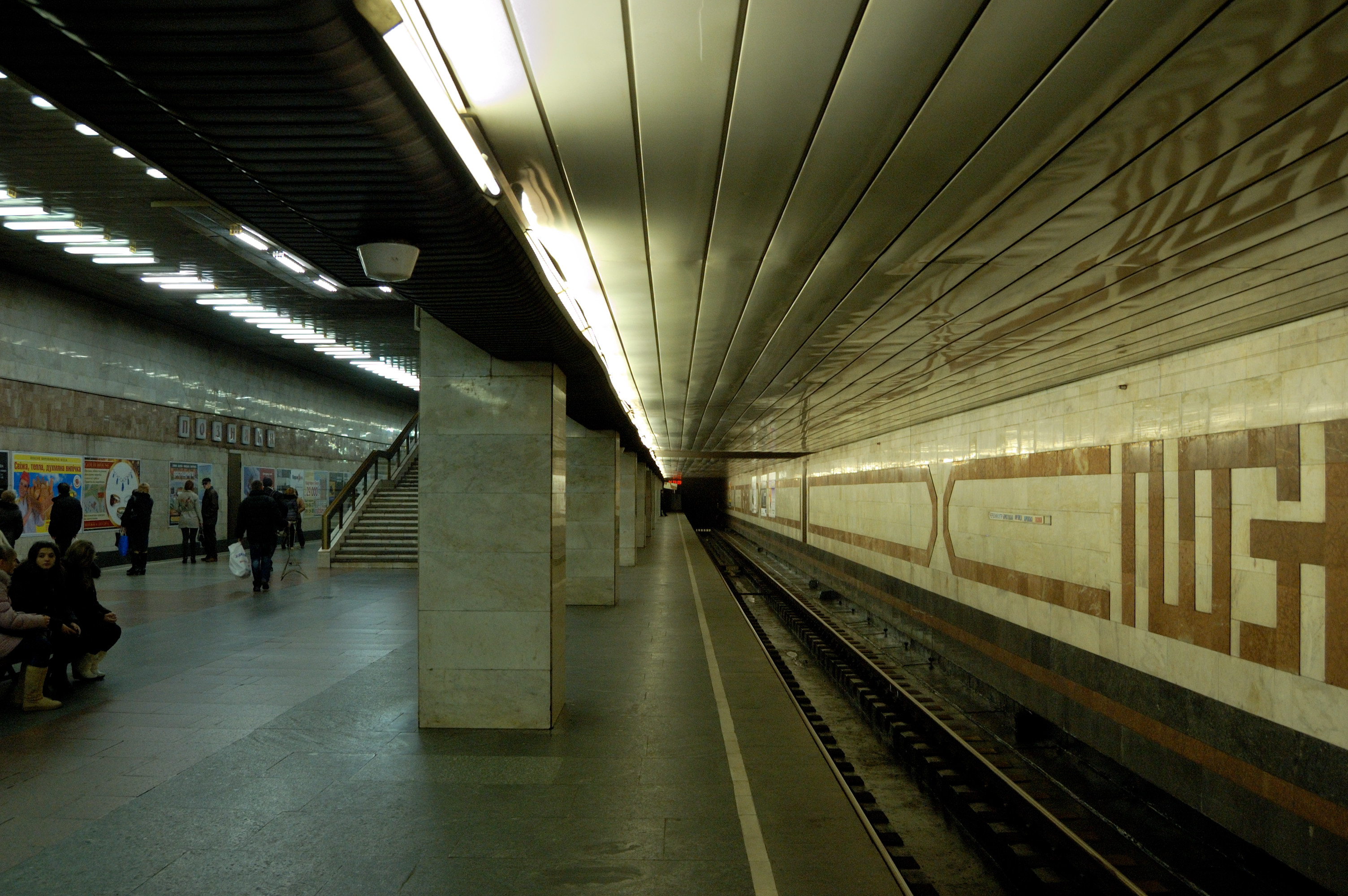
Платформа станції по 1-й колії
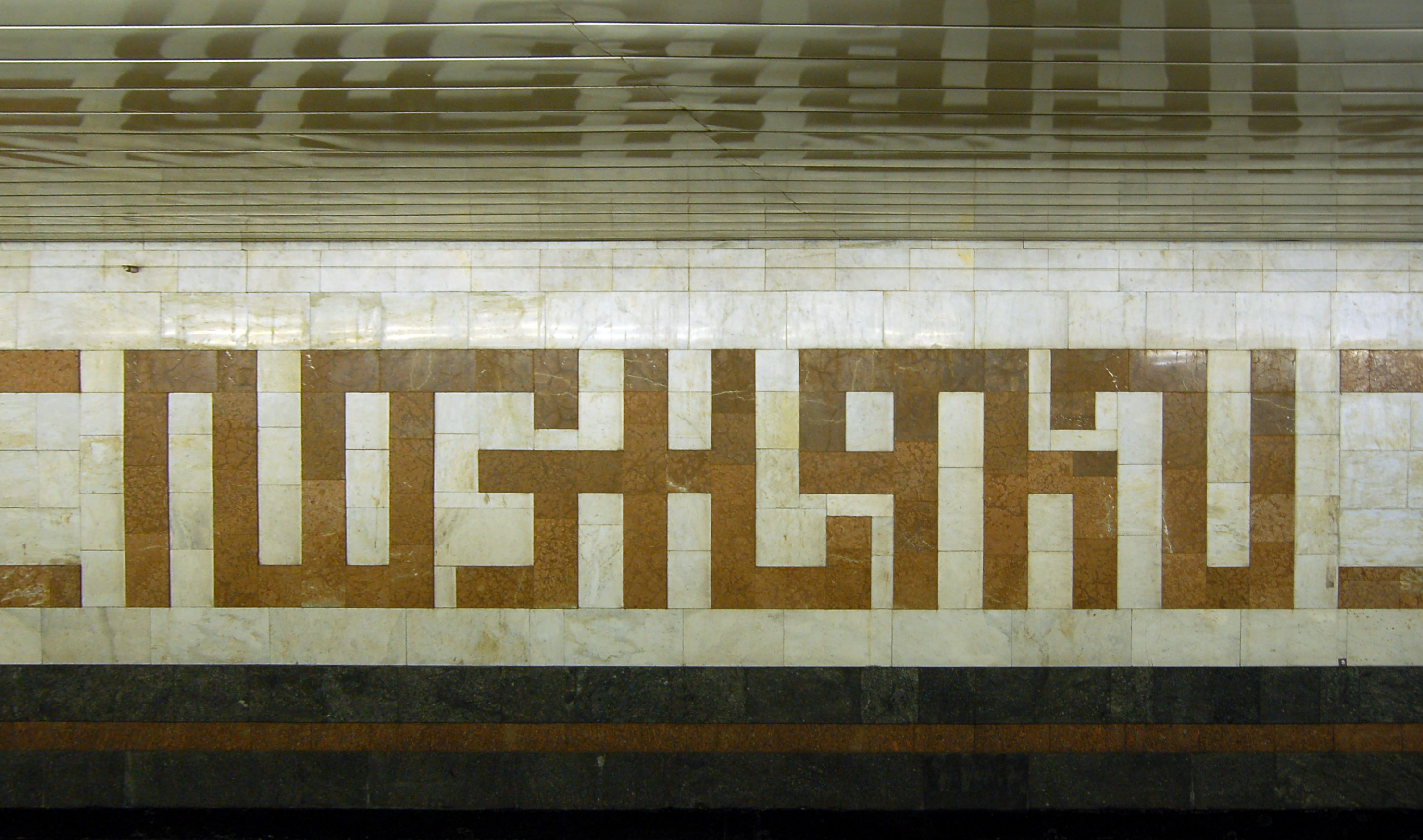
Назва станції на колійній стіни по 1-й колії
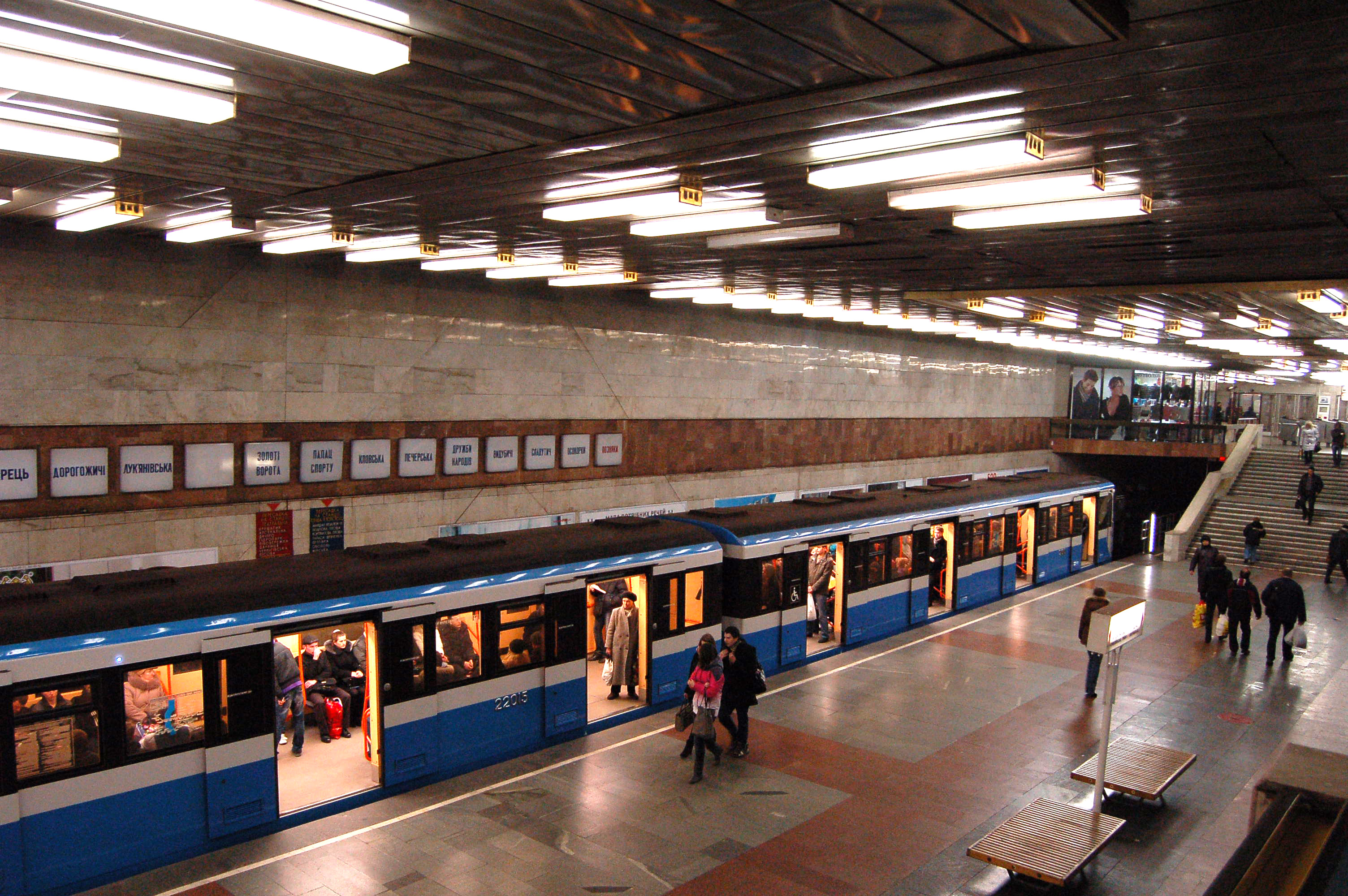
Покажчик станцій по 2-й колії
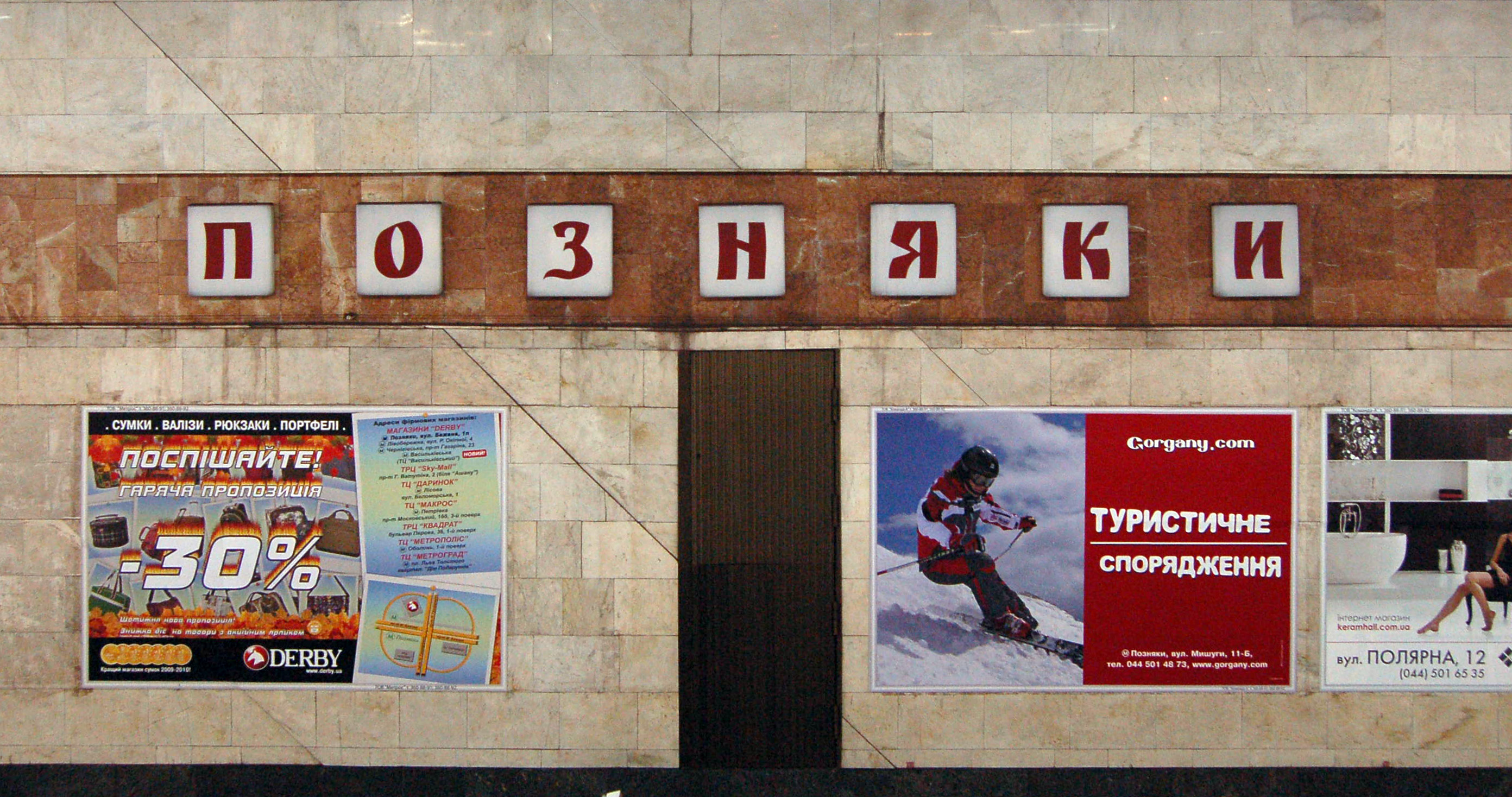
Назва станції на колійній стіни по 2-й колії
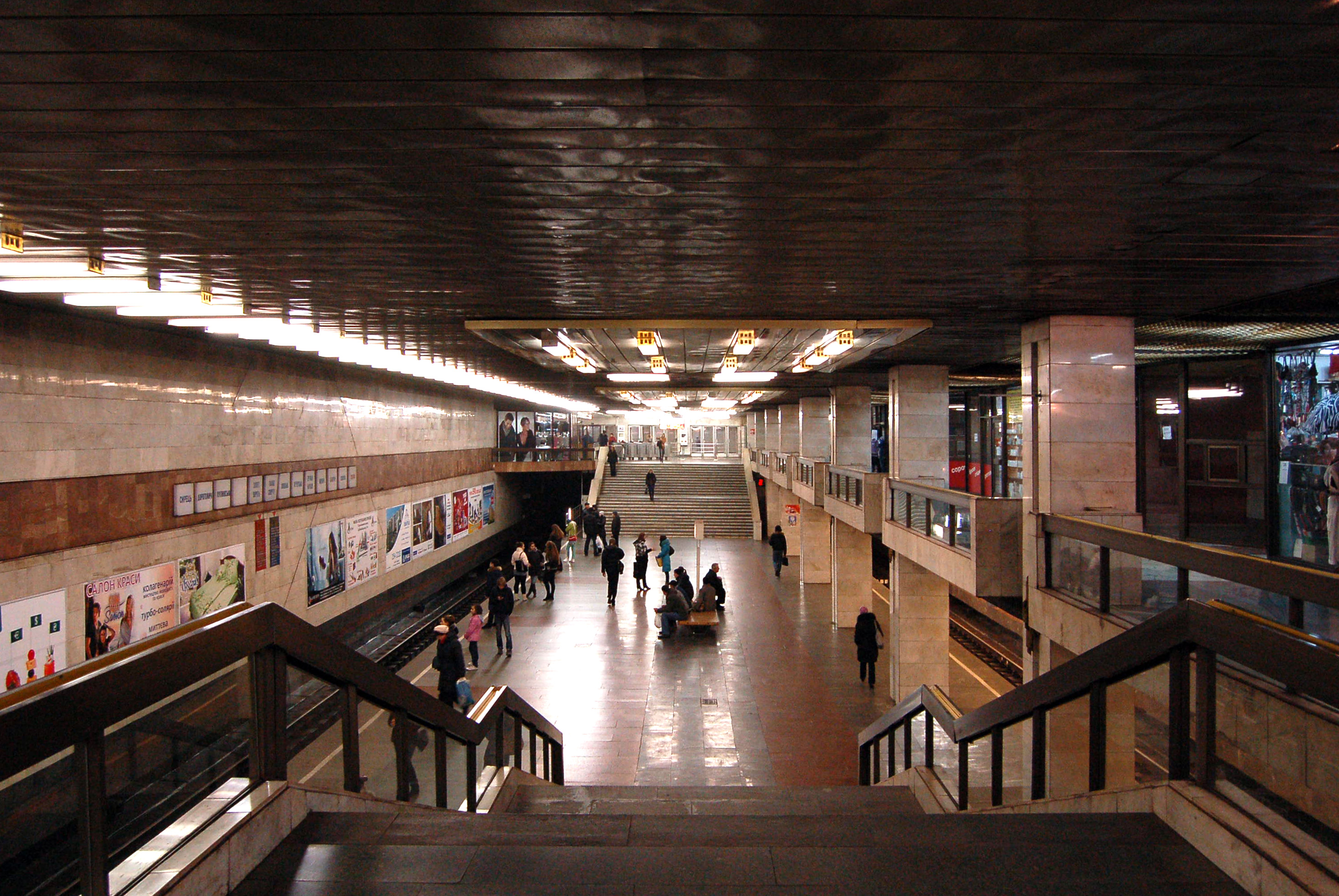
Сходи з платформи на балкон
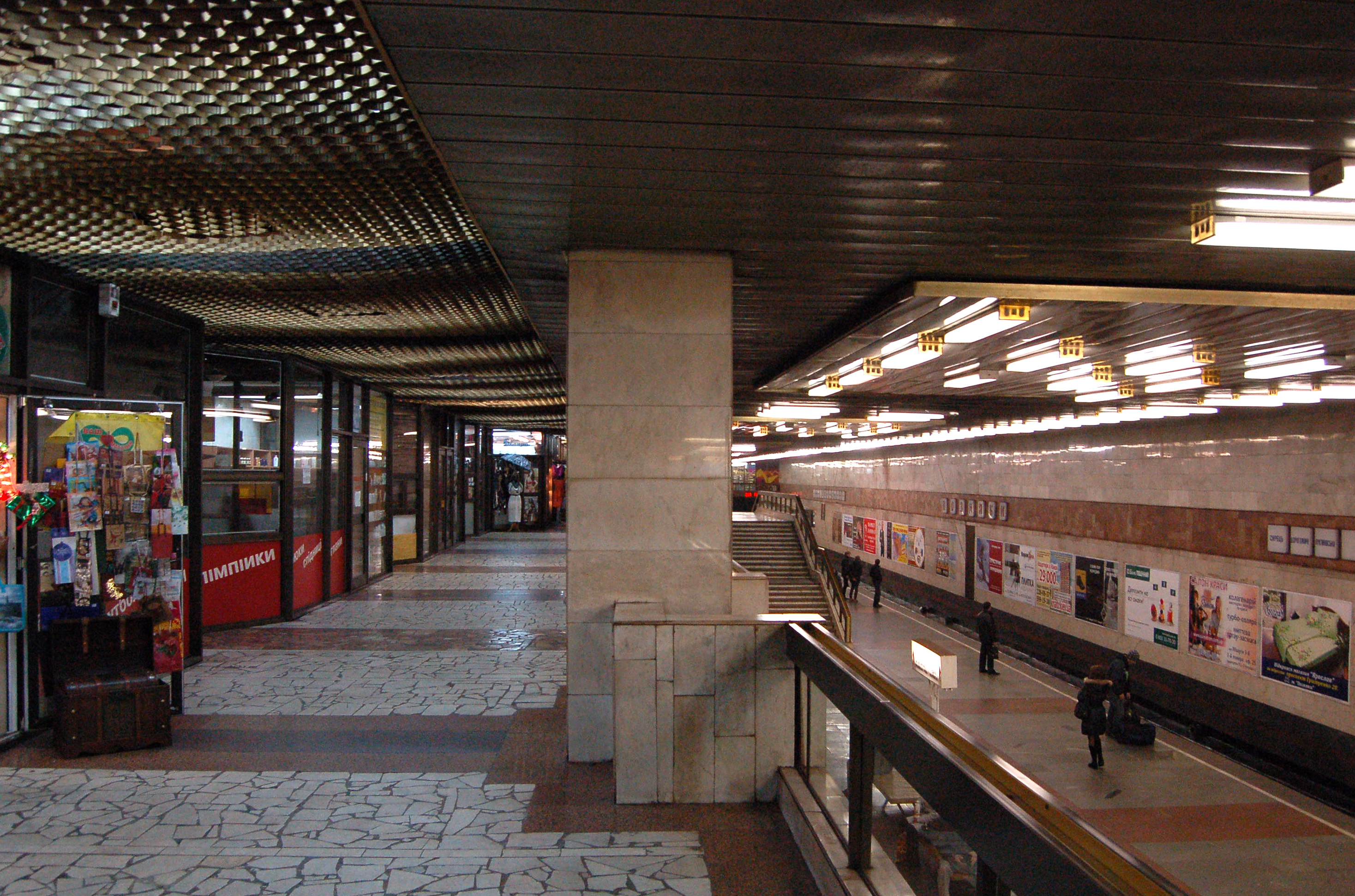
Балкон над платформою 1-ї колії
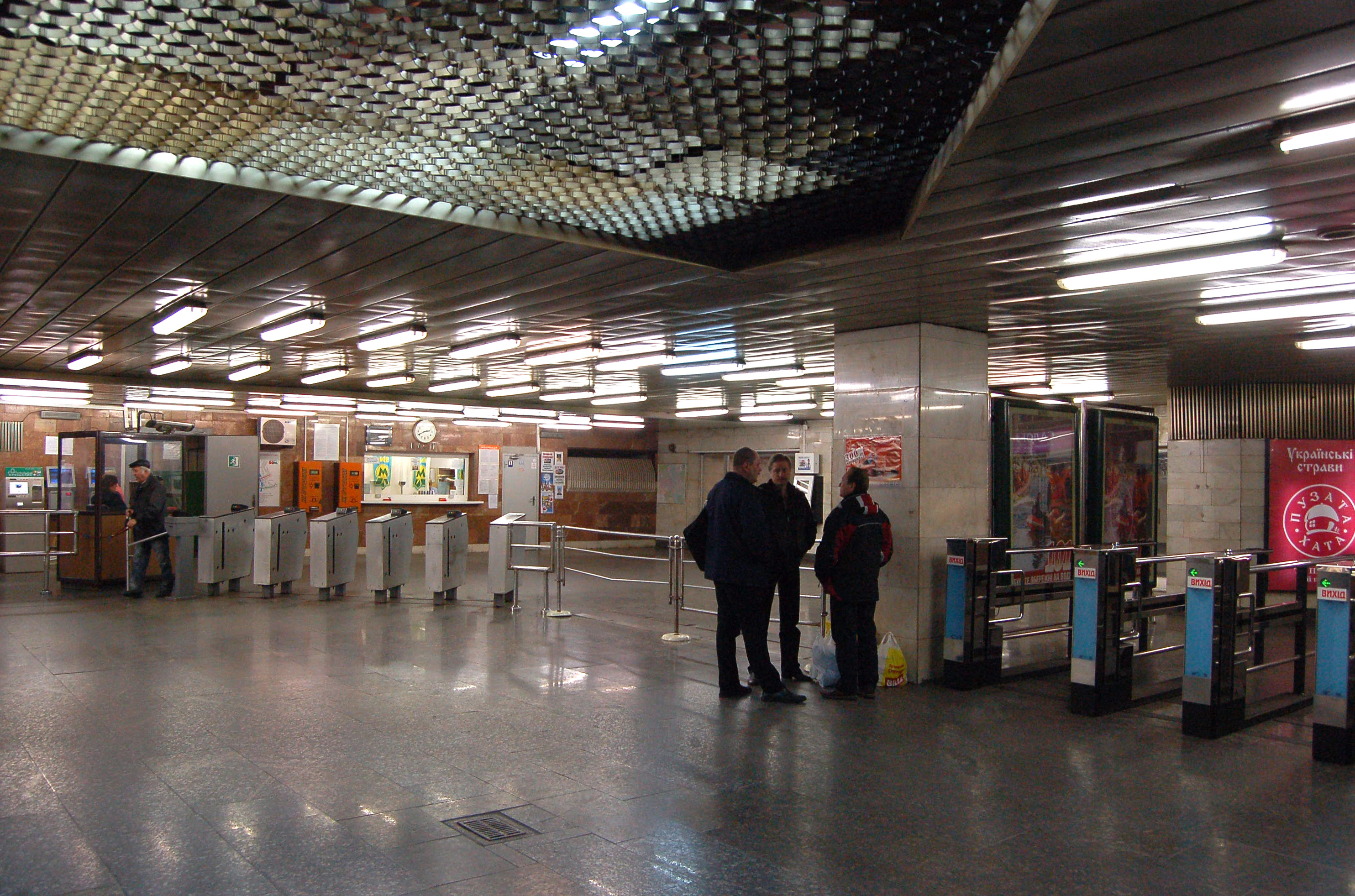
Підземний вестибюль
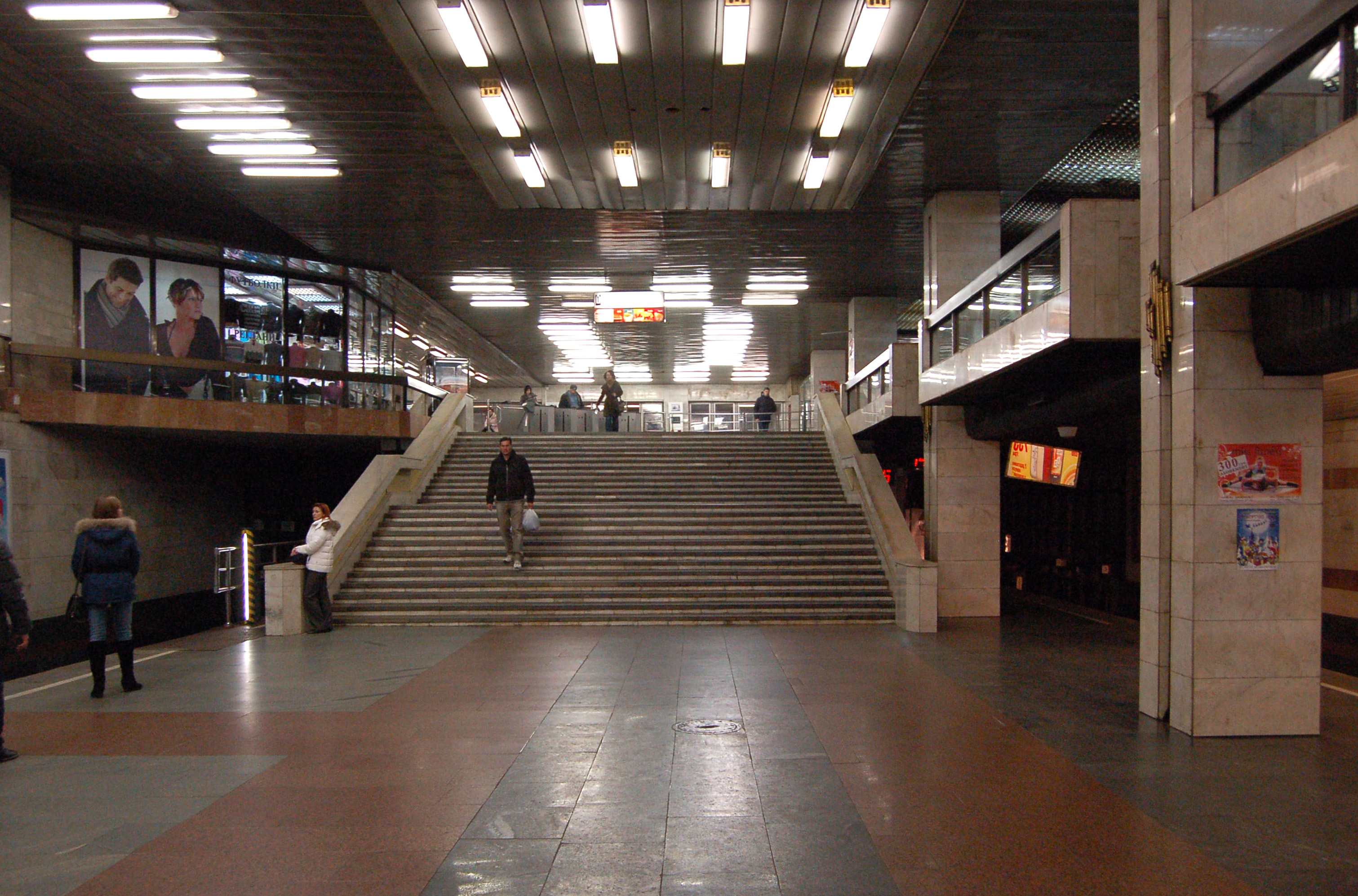
Підземний вестибюль
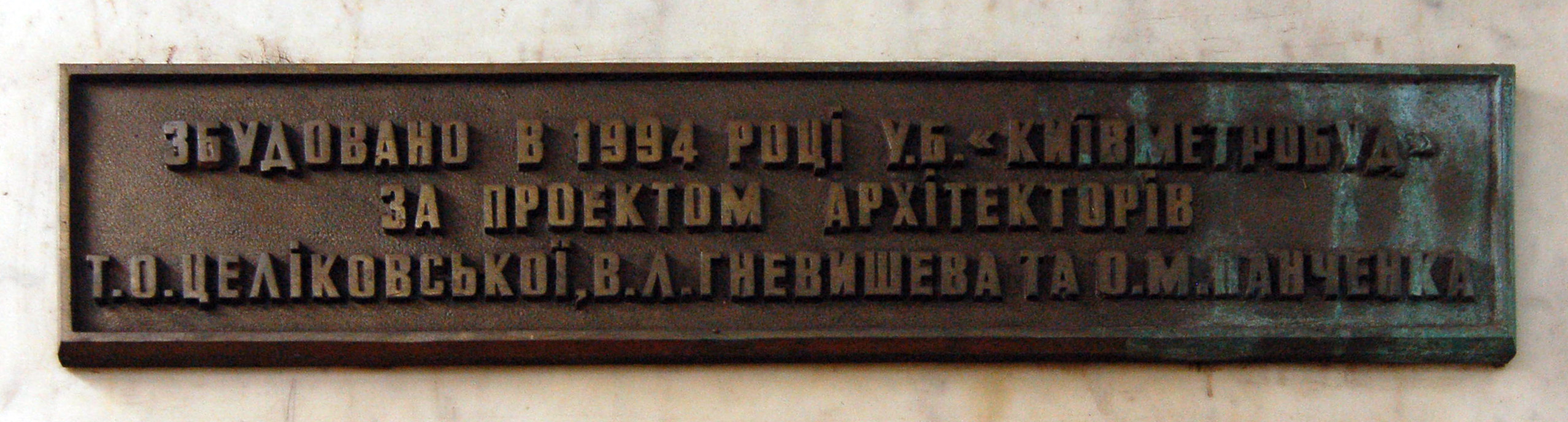
Пам'ятна табличка